# Cormaia, Bistrița-Năsăud
Cormaia (maghiară Kormája) este o localitate componentă a orașului Sângeorz-Băi din județul Bistrița-Năsăud, Transilvania, România.